# Harley Davidson Road Glide
La Road Glide è una motocicletta stradale costruita dall'Harley-Davidson dal 1999.

## Il contesto
La Road Glide rinasce nel 1999 dalle ceneri del modello FLT Tour Glide prodotto fino al settembre 1993. Come l’Electra Glide, la Street Glide e il Road King fa parte della famiglia delle “Touring”, cioè le motociclette Harley Davidson più grosse e turistiche con borse laterali, sospensioni regolabili e protezioni aerodinamiche, che si differenziano appunto per il carattere prettamente turistico, sia come capacità di carico che di comodità. La Road Glide si distingue per la grossa carenatura anteriore a sbalzo chiamata "Shark Nose" (Muso di squalo, per via della forma) vincolata al telaio con integrata la strumentazione e l’impianto audio, il doppio faro, e il parabrezza ampiamente inclinato verso il guidatore. Altre caratteristiche del modello sono le borse rigide, e il tour pack posteriore introdotto di serie nel 2011 con la versione Ultra. Nata nel 1999 come Road Glide montando da subito il motore Twin Cam 88 (1450 cm³) ha subìto tutte le evoluzioni di progetto delle “Touring” per arrivare ad oggi con l’adozione del nuovo motore Milwaukee Eight in versione 107” fino al 2018 e in versione 114” dal 2019 ad oggi. In maniera discontinua sono state prodotte delle versioni CVO della Road Glide a numero limitato.

## L'antenata Tour Glide[1]
Nel 1979 come M.Y. 1980 viene presentata la FLT Tour Glide con motore Shovelhead 80 (1340 cm³). Offerta a catalogo con la FLH Electra Glide, la nuova FLT Tour Glide aveva una struttura e telaio più ampia con il motore vincolato al telaio tramite “silentblock” in gomma per diminuire le vibrazioni percepite dal guidatore, una trasmissione a cinque rapporti e la particolarità di una carenatura aerodinamica frontale con doppio proiettore e indicatori integrati, montata a sbalzo sul telaio e non fissata sul manubrio come l’Electra Glide. Anche gli indicatori di direzione posteriori sono fissati sulle borse rigide. Lo strumento è stato spostato dal serbatoio al centro del manubrio. Il telaio FLT  (Tour Glide) è più grande e pesante del telaio FLH (Electra Glide), però per aumentare la maneggevolezza le forcelle sono state avanzate rispetto al canotto di sterzo (soluzione mantenuta fino ai giorni nostri). Per permettere alle forcelle, poste più avanti rispetto al perno di sterzo, di girare il canotto dovette diventare a collo d’oca. Il tutto per ottenere una geometria di sterzata radicalmente diversa dalla FLH. Dal 1984 il Tour Glide monta il motore Evolution 1340 e il telaio FLT viene utilizzato anche sulle Electra Glide diventando lo standard per le Touring. Il 1993 è l’ultimo anno di produzione di questo modello; in quest’anno escono di produzione il Tour Glide e l’Electra Glide Sport in favore della nuova nata l'FLHR Road King.

## Modelli ed evoluzione
1999: Nasce ufficialmente la FLTR Road Glide con motore Twin Cam 88 (1450 cm³), offerta anche in versione iniezione (FLTRI) 
2004: Quasi immutata in questi anni nel 2004 il frontale viene ridisegnato, ora il parabrezza è ancor più inclinato e la carenatura allungata. Viene tolta l’opzione a carburatore, rimane solo la versione FLTRI
2007: In quest’anno il motore aumenta di cilindrata e passa al nuovo Twin Cam 96 (1580 cm³) ad iniezione con nuovo cambio a 6 marce. Nuove anche le sospensioni posteriori a aria regolabili. Dalla sigla del modello sparisce la “I”, perché anche se non più ordinabile da un po’ non esiste più la differenza tra carburatore ed iniezione, visto che il Twin Cam 96 (1580 cm³) è solo ad iniezione su tutte le moto.
2008: Viene introdotto come optional il nuovo impianto frenante Brembo con ABS. Il serbatoio è stato maggiorato passando da 5 a 6 galloni di capacità. Nuova farfalla motore elettronica, non più comandata da cavi, ma elettronicamente direttamente dal nuovo acceleratore elettronico (drive by wire). Nuovo IDS (Isolated Drive System) sistema anti vibrazioni posizionato sul pignone posteriore, per diminuire le vibrazioni.
2009: Il telaio viene completamente ridisegnato, come il passaggio degli scarichi 2-1-2. Adottata una ruota posteriore da 180 ed una anteriore da 17 pollici. Il nuovo telaio aumenta di 31 kg la capacità di carico della moto. Tutto il telaio è basato sulla culla centrale e tutto il parafango posteriore è fissato a sbalzo.
2010: In quest’anno viene tolta dalla produzione la Road Glide classica, in favore della nuova FLTRX Road Glide Custom con ruota da 18, scarico 2 in 1, e parabrezza basso.
2011: Con l’adozione del nuovo motore Twin Cam 103 da 1690 cm³, alla versione “Custom” si affianca il nuovo modello FLTRU Ruad Glide Ultra caratterizzata dal parabrezza alto e trasparente e il tour pack posteriore.
2014: La Road Glide esce di produzione per quest'anno, preparandosi a ritornare l'anno seguente.
2015: Torna in produzione la Road Glide dopo un anno di stop, e la rivoluzione introdotta si chiama “Project RUSHMORE”, decine di migliorie piccole e grandi vanno a migliorare l’esperienza di guida. Tra le più importanti il nuovo impianto franante Brembo “Reflex” con ABS di serie, nuovi fari a led "Day Maker", nuove sospensioni ad aria regolabili più basse e l’introduzione del nuovo impianto infotainment Boom Box con schermo touch da 4.5 e 6.5 pollici, quest’ultimo con sistema di navigazione GPS. Ora le Road Glide si differenziano per FLHR Road Glide e FLHRS Road Glide Special, quest’ultima con il sistema di navigazione satellitare.
2017: Viene messo da parte definitivamente il motore Twin Cam in favore del nuovo 8 valvole Milwaukee Eight 107 (1745 cm³). Le novità più importanti oltre al nuovo motore sono la forcella anteriore Showa SDBV con steli da 49 mm, i nuovi cerchi. Disponibili la versione Special e Ultra.
2018: Le versioni ora sono 3: FLTR (parabrezza basso e cromature) FLTRS (Parabrezza basso e tutto all black) FLTRSU (Parabrezza alto, tour pack e protezione gambe).
2019: Viene introdotto nelle versioni Road Glide Ultra e Road Glide Special il motore Milwaukee Eight 114 (1868 cm³).
2020: Il nuovo Road Glide Limited sostituisce il modello Road Glide Ultra, confermato il motore Milwaukee-Eight 114 che offre 90 CV (66 kW) a 5.450 giri e 164 Nm di coppia a 3.000 giri.

## Modelli CVO
FLTRSE3 Road Glide CVO: 2009 “Iniezione” Screaming Eagle 110 (1750 cm³)
FLTRUSE Road Glide CVO: 2011 “Iniezione” Screaming Eagle 110 (1750 cm³)
FLTRXSE Road Glide CVO: 2012 “Iniezione” Screaming Eagle 110 (1750 cm³)
FLTRXSE2 Road Glide CVO: 2013 “Iniezione” Screaming Eagle 110 (1750 cm³)
FLTRUSE Road Glide CVO: 2015 “Iniezione” Screaming Eagle 110 (1750 cm³)
FLTRUSE Road Glide CVO: 2016 “Iniezione” Screaming Eagle 110 (1750 cm³)
FLTRXSE Road Glide CVO: 2018-2019 “Iniezione” Screaming Eagle 117 (1923 cm³)